# Bolívar (Yaracuy)
Bolívar è un comune del Venezuela situato nello Stato di Yaracuy.
Il capoluogo del comune è la città di Aroa.